# Saint-Silvain-Bellegarde
Saint-Silvain-Bellegarde este o comună în departamentul Creuse din centrul Franței. În 2009 avea o populație de 217 de locuitori.

## Evoluția populației
| An        | 1975 | 1982 | 1990 | 1999 | 2006 | 2009 |
| --------- | ---- | ---- | ---- | ---- | ---- | ---- |
| Populație | 307  | 248  | 238  | 216  | 220  | 217  |